# Zamek w Rathfarnham
Zamek w Rathfarnham (ang. Rathfarnham Castle, irl. Caisleán Rath Fearnáin) – zamek wzniesiony pod koniec XVI wieku przez Adama Loftusa z Yorkshire, anglikańskiego arcybiskupa Armagh i Dublina, lorda kanclerza Irlandii (od 1581 r.) w Rathfarnham, obecnie dzielnica Dublina.

## Historia
Jako najbardziej prawdopodobną datę budowy podaje się rok 1583, opierając się na badaniach więźby dachowej przez dendrologów. Zamek ten, mimo że wybudowany jako rezydencja, wraz ze swoimi czterema flankującymi narożniki wieżami jest przykładem XVI-wiecznej budowli mieszkalnej o charakterze obronnym, wpisującym się w ówczesny system obronny Dublina przed klanami zamieszkującymi góry Wicklow. Charakter ten potwierdzają także odkryte w 1987 r. podziemne tunele prowadzące z zamku do wyjścia na terenie dzisiejszego Castle Golf Club i drugi do pobliskiego kościoła parafialnego. Po śmierci Adama Loftusa w 1605 r. zamek pozostał w posiadaniu rodziny jeszcze do roku 1723, kiedy to przeszedł w ręce młodego Philipa Whartona, który sprzedał posiadłość Williamowi Conolly, irlandzkiemu politykowi i prawnikowi, w 1724 roku za 62 tysiące funtów. Ten jednak w zamku nie zamieszkał preferując swoją rezydencję Castletown House w Celbridge.

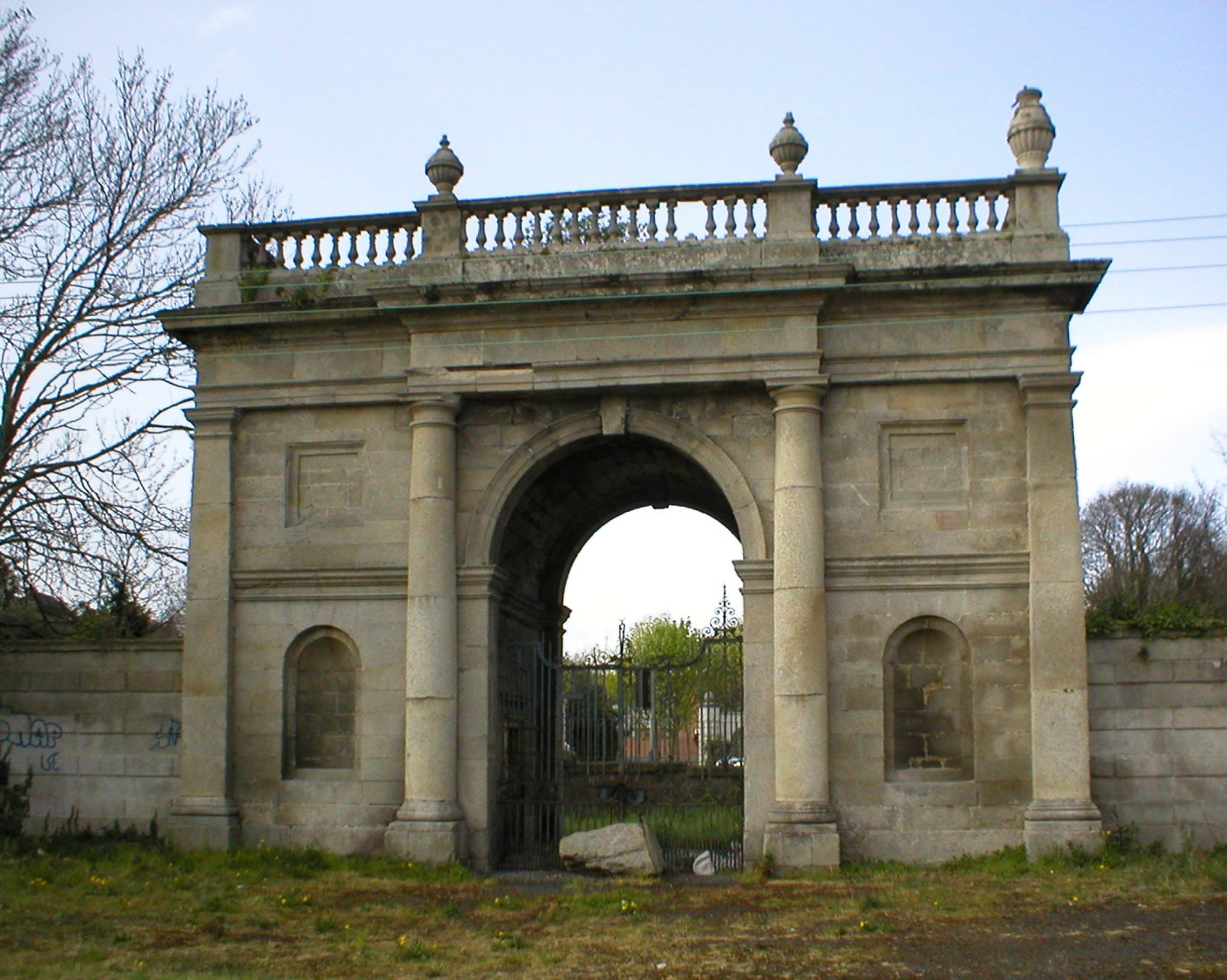
Dawny wjazd na teren posiadłości w formie łuku triumfalnego

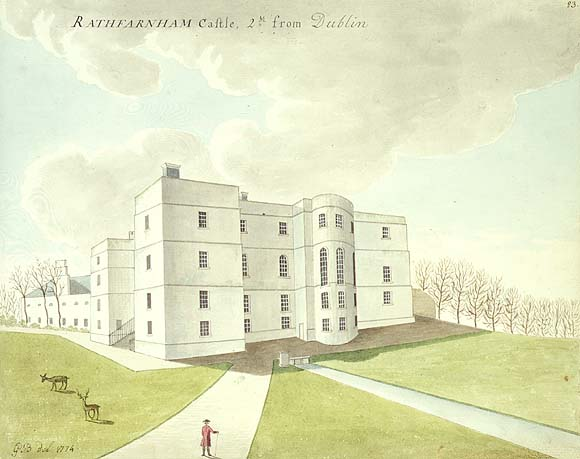
Rathfarnham Castle (1774)

W 1767 roku rodzina Loftusów jeszcze raz powróciła do zamku, kiedy to rezydencję przejął Nicholas Hume-Loftus. Z tej okazji wybudowano nowy wjazd na posesję w formie łuku triumfalnego, który obecnie znajduje się poza terenem posesji przy Dodder Park Road. Po śmierci Nicholasa posiadłość przejął jego wuj Henry Loftus, hrabia (earl) Ely. Budynek został przebudowany m.in. przez szkockiego architekta Williama Chambersa oraz architekta i artystę Jamesa ‘Ateńczyka’ Stuarta, a kolekcja mebli i obrazów powiększona.
W 1812 roku rodzina Loftusów przeniosła się do Loftus Hall w Wexford opuszczając Rathfarnham. W latach 1812–1852 zamek należał do rodziny Roperów, a później w latach 1852–1912 do rodziny Blackburnów. W 1912 roku zamek wraz przyległymi gruntami kupiła firma deweloperska Bailey & Gibson budując na terenie domy i pole golfowe.
W 1913 roku zamek z pozostałym terenem i przyległym parkiem kupił zakon jezuitów. Jeden z jezuitów, ojciec O’Leary skonstruował sejsmograf i zamek w Rathfarnham stał się wówczas centrum sejsmologicznym dla Irlandii.

## Office of Public Works
W 1985 roku jezuici sprzedali posiadłość Delaware Properties. Dwa lata później, pod naciskiem opinii publicznej, że ten zabytkowy budynek może zostać zburzony, całość została odkupiona przez państwową agencję zajmującą się utrzymaniem i konserwacją zabytków Office of Public Works (OPW). Budynek udostępniony jest do zwiedzania, jest możliwość zobaczenia postępu prac konserwatorskich i poszczególnych etapów przywracania tego typu obiektów do świetności.
Zbiory zamku zawierają m.in. portrety rodzinne namalowane przez takich malarzy jak: Angelika Kauffman, Peter Lely czy Hugh Douglas Hamilton oraz kolekcję XVIII i XIX-wiecznych zabawek, przede wszystkim lalek i ich kostiumów tzw. The Berkeley Costume and Toy Collection.